# Stephanopachys rugosus
Stephanopachys rugosus är en skalbaggsart som först beskrevs av Olivier 1795.  Stephanopachys rugosus ingår i släktet Stephanopachys och familjen kapuschongbaggar. Inga underarter finns listade i Catalogue of Life.

## Bildgalleri

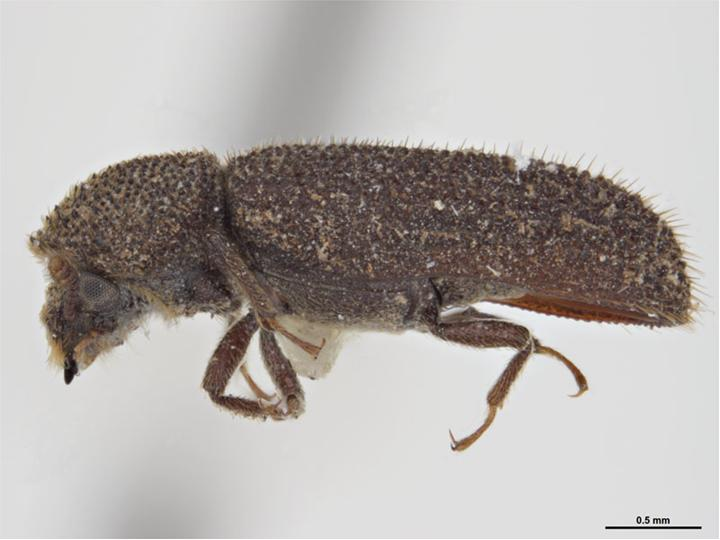